# Red Bay
Red Bay (engleski za „Crveni zaljev”) je ribarsko selo i bivše mjesto nekoliko baskijskih kitolovnih postaja na južnoj obali Labradora u kanadskoj pokrajini Newfoundland i Labrador, Kanada. Od 1550. do ranog 17. stoljeća Red Bay je bio glavno baskijsko kitolovno područje, o čemu svjedoče tri baskijska galijuna i četiri brodice tipa txalupa (chalupa) koji su služili za kitolov. Red Bay je 1979. god. postao Nacionalni spomenik povijesti Kanade, a 2013. god. upisan je i na UNESCO-ov popis mjesta svjetske baštine u Sjevernoj Americi kao „arheološki lokalitet koji pruža najranije, najsačuvanije i najpotpunije svjedočanstvo europske predindustrijske kitolovne tradicije”.

## Povijest
Gran Baya (baskijski za „Veliki zaljev”), kako su ga prozvali njegovi osnivači 1530-ih, korišten je kao postaja za obalni lov, klanje i prijevoz kitove masti za proizvodnju ulja i skladištenje. Između 1550. i početka 17. stoljeća, Red Bay, poznat kao Balea Baya („Zaljev kitova”) je bio središte za baskijski kitolov. Pomorci iz južne Francuske i sjeverne Španjolske su u ljetnim mjesecima slali oko 15 kitolovaca i 600 muškaraca svake sezone na daljinsku postaju u tjesnacu Belle Isle („Lijepi otok”) kako bi lovili biskajske i grenlandske kitove koji nastanjuju tamošnje vode. Uskoro je ova postaja postala glavni izvor kitova ulja za Europu, gdje se uglavnom koristilo za rasvjetu.
U Red Bayu se nalaze i ostaci peći za renderiranje i obradu masti, te molova i privremenih nastambi, zajedno s podvodnim ostacima brodova i naslaga kostiju kitova. God. 1565., brod za koji se vjeruje da je San Juan, potonuo je u vodama Red Baya tijekom oluje. Drugi, manji brodovi kao što su txalupe, također su pronađeni u ovim vodama. Drugi galijun pronađen je 25-35 metara ispod vode 2004. god. Bila je to četvrti prekooceanski broda pronađen u ovom području. Također, groblje na obližnjem otoku Saddle sadrži ostatke 140 kitolovaca. Za mnoge od njih se vjeruje kako su umrli od utapanja i izloženosti elementima.
Povjesničari vjeruju kako je pad broja kitova u ovom kraju doveo do napuštanja kitolovnih postaja u Red Bayu nakon samo 70-tako godina uporabe. Red Bay je postao Nacionalni povijesni lokalitet Kanade 1979., a od 2013. god. je postao i jedno od sedamnaest kanadskih mjesta na UNESCO-ovom popisu svjetske baštine.
Lokalna legenda kaže kako je zloglasni gusar William Kidd skrio blago zakopano u Pond on the Hill-u, u podnožju brda Tracey Hill. Stanovnici Carrola Cove su ga bezuspješno pokušali pronaći isušivanjem ribnjaka.

## Vanjske poveznice
- Labrador town of Red Bay gets World Heritage Site status (engl.)
- Red Bay, Canadian Register of Historic Places (engl.)

### Ostali projekti
|  | Zajednički poslužitelj ima još gradiva o temi Red Bay, Newfoundland and Labrador |